# 古楼乡 (桂阳县)
古楼乡原属湖南省桂阳县下辖乡，2012年4月撤销。古楼乡与原飞仙镇、余田乡、十字乡成建制合并设立舂陵江镇。古楼乡撤销前行政区划代码431021223；2011年末下辖古楼村、久长村、西冲村、石马村、桃田村、朱李村、下梁村、双桥村、车溪村、星塘村、苗元村、坳下村、五一村共计13行政村。